# Lijst van nummer 1-hits in de UK Singles Chart in 2017
Deze hits stonden in 2017 op nummer 1 in de UK Singles Chart:
| Nummer | Datum        | Artiest                                                 | Titel                      |
| ------ | ------------ | ------------------------------------------------------- | -------------------------- |
| 1318   | 6 januari    | Clean Bandit, Sean Paul & Anne-Marie                    | Rockabye                   |
| 1319   | 13 januari   | Ed Sheeran                                              | Shape of You               |
|        | 20 januari   | Ed Sheeran                                              | Shape of You               |
|        | 27 januari   | Ed Sheeran                                              | Shape of You               |
|        | 3 februari   | Ed Sheeran                                              | Shape of You               |
|        | 10 februari  | Ed Sheeran                                              | Shape of You               |
|        | 17 februari  | Ed Sheeran                                              | Shape of You               |
|        | 24 februari  | Ed Sheeran                                              | Shape of You               |
|        | 3 maart      | Ed Sheeran                                              | Shape of You               |
|        | 10 maart     | Ed Sheeran                                              | Shape of You               |
|        | 17 maart     | Ed Sheeran                                              | Shape of You               |
|        | 24 maart     | Ed Sheeran                                              | Shape of You               |
|        | 31 maart     | Ed Sheeran                                              | Shape of You               |
|        | 7 april      | Ed Sheeran                                              | Shape of You               |
| 1320   | 14 april     | Harry Styles                                            | Sign of the Times          |
| 1319   | 21 april     | Ed Sheeran                                              | Shape of You               |
| 1321   | 28 april     | Clean Bandit & Zara Larsson                             | Symphony                   |
| 1322   | 5 mei        | DJ Khaled, Justin Bieber, Quavo & Chance the Rapper     | I'm the One                |
| 1323   | 12 mei       | Luis Fonsi, Daddy Yankee & Justin Bieber                | Despacito (Remix)          |
|        | 19 mei       | Luis Fonsi, Daddy Yankee & Justin Bieber                | Despacito (Remix)          |
|        | 26 mei       | Luis Fonsi, Daddy Yankee & Justin Bieber                | Despacito (Remix)          |
|        | 2 juni       | Luis Fonsi, Daddy Yankee & Justin Bieber                | Despacito (Remix)          |
|        | 9 juni       | Luis Fonsi, Daddy Yankee & Justin Bieber                | Despacito (Remix)          |
|        | 16 juni      | Luis Fonsi, Daddy Yankee & Justin Bieber                | Despacito (Remix)          |
| 1324   | 23 juni      | Artists For Grenfell                                    | Bridge over Troubled Water |
| 1323   | 30 juni      | Luis Fonsi, Daddy Yankee & Justin Bieber                | Despacito (Remix)          |
|        | 7 juli       | Luis Fonsi, Daddy Yankee & Justin Bieber                | Despacito (Remix)          |
|        | 14 juli      | Luis Fonsi, Daddy Yankee & Justin Bieber                | Despacito (Remix)          |
| 1325   | 21 juli      | DJ Khaled, Rihanna & Bryson Tiller                      | Wild Thoughts              |
| 1323   | 28 juli      | Luis Fonsi, Daddy Yankee & Justin Bieber                | Despacito (Remix)          |
|        | 4 augustus   | Luis Fonsi, Daddy Yankee & Justin Bieber                | Despacito (Remix)          |
| 1326   | 11 augustus  | Calvin Harris, Pharrell Williams, Katy Perry & Big Sean | Feels                      |
| 1327   | 18 augustus  | Dua Lipa                                                | New Rules                  |
|        | 25 augustus  | Dua Lipa                                                | New Rules                  |
| 1328   | 1 september  | Taylor Swift                                            | Look What You Made Me Do   |
|        | 8 september  | Taylor Swift                                            | Look What You Made Me Do   |
| 1329   | 15 september | Sam Smith                                               | Too Good at Goodbyes       |
|        | 22 september | Sam Smith                                               | Too Good at Goodbyes       |
|        | 29 september | Sam Smith                                               | Too Good at Goodbyes       |
| 1330   | 6 oktober    | Post Malone & 21 Savage                                 | Rockstar                   |
|        | 13 oktober   | Post Malone & 21 Savage                                 | Rockstar                   |
|        | 20 oktober   | Post Malone & 21 Savage                                 | Rockstar                   |
|        | 27 oktober   | Post Malone & 21 Savage                                 | Rockstar                   |
| 1331   | 3 november   | Camila Cabello & Young Thug                             | Havana                     |
|        | 10 november  | Camila Cabello & Young Thug                             | Havana                     |
|        | 17 november  | Camila Cabello & Young Thug                             | Havana                     |
|        | 24 november  | Camila Cabello & Young Thug                             | Havana                     |
|        | 1 december   | Camila Cabello & Young Thug                             | Havana                     |
| 1332   | 8 december   | Ed Sheeran                                              | Perfect                    |
|        | 15 december  | Ed Sheeran                                              | Perfect                    |
|        | 22 december  | Ed Sheeran                                              | Perfect                    |
|        | 29 december  | Ed Sheeran                                              | Perfect                    |